# Osiedle Pogwizdów Nowy
Osiedle Pogwizdów Nowy – osiedle nr XXXIV miasta Rzeszowa, utworzone na mocy uchwały z dnia 26 stycznia 2021 r., dla przyłączonej do miasta dotychczasowej wsi Pogwizdów Nowy z dniem 1 stycznia 2021 r. Według stanu na 18 lutego 2021 r. osiedle liczyło 1383 mieszkańców.